# Richard Eastham
Richard Eastham (22 de junio de 1916-10 de julio de 2005) fue un actor teatral, cinematográfico y televisivo estadounidense, además de cantante conocido por su profunda voz de barítono.

## Primeros años
Su verdadero nombre era Dickinson Swift Eastham, y nació en Opelousas, Luisiana. Mientras era estudiante en la Universidad Washington en San Luis de San Luis (Misuri), Eastham actuaba con la St. Louis Grand Opera. 
Durante la Segunda Guerra Mundial sirvió en el Ejército de los Estados Unidos, estando destinado parte del tiempo en París, Francia.
Posteriormente actuó en la American Theatre Wing de la ciudad de Nueva York como sustituto del cantante de ópera Ezio Pinza. Eastham encarnó a Emile DeBecque en la obra South Pacific, trabajando en compañía de Mary Martin y, más adelante, Janet Blair. Eastham también actuó en Broadway con Ethel Merman, de la cual fue buen amigo, en el musical Call Me Madam.
Su primera actuación para el cine fue con Merman en un papel no cantado en el musical de 20th Century Fox There's No Business Like Show Business. A solicitud de su esposa, decidió dejar su prometedora carrera de cantante para concentrarse en la interpretación.

## Tombstone Territory
Eastham encarnó a Harris Claibourne, editor del periódico real Tombstone Epitaph, en la serie de género western Tombstone Territory. En la misma trabajaba junto a Pat Conway, que interpretaba al sheriff Clay Hollister. Otros actores de la serie fueron Quintin Sondergaard y Gilman Rankin. Eastham presentó y narró cada uno de los noventa y tres episodios del programa. La serie fue emitida por la ABC en su primera temporada de 1957–1958. Se mantuvo en antena hasta 1960.
En 1960 Eastham fue Jim Amber en el capítulo "Never Too Late" del programa Dick Powell's Zane Grey Theater, una producción western de la CBS.

## Actuaciones para el cine y la televisión
Eastham trabajó en el cine en películas como Man on Fire, una producción de 1957 con Bing Crosby. Fue el Coronel Sam Castle en el film de Walt Disney de 1960 Toby Tyler, protagonizado por Kevin Corcoran. Además actuó en That Darn Cat! (comedia de Disney de 1965), Not with My Wife, You Don't! y Murderers' Row (Matt Helm, agente muy especial), estas dos últimas películas de 1966.
Su primera actuación para la televisión tuvo lugar en 1948 en el programa de variedades de Ed Sullivan Toast of the Town. En este medio intervino en numerosos dramas criminales y westerns. Trabajó con frecuencia como artista invitado, tanto como abogado como sospechoso, en el show de la CBS Perry Mason, protagonizado por Raymond Burr. También intervino en 1957 en el estreno de la serie dramática militar Men of Annapolis. En 1960 fue Sinclair en "Disaster Below", capítulo de la producción de la CBS The Aquanauts, protagonizada por Keith Larsen y Jeremy Slate. En 1961 encarnó a Sam Verner en "Along the Barbary Coast", episodio de la serie de la NBC The Barbara Stanwyck Show. Al año siguiente actuó como Don Hart en el capítulo titulado "Hostage Below" perteneciente a la serie Ripcord, de Ken Curtis y Larry Pennell.
A principios de la década de 1970 actuó en el drama legal interpretado por Arthur Hill para la ABC Owen Marshall: Counselor at Law, así como en la serie de Karl Malden The Streets of San Francisco. En 1974 fue Jack Seymour en "Killing in the Second House", dentro de la producción interpretada por Telly Savalas para la CBS Kojak. Entre 1976 y 1977, Eastham actuó una docena de veces como General Phil Blankenship en la serie de Lynda Carter para la CBS Wonder Woman, reemplazando a John Randolph.

## Últimos años
También trabajó en dos ocasiones en el drama familiar de la CBS The Waltons, en los capítulos "The Warrior" (como Juez Thomas Parrish, 1977) y "The Lumberjack" (como Wesley Northridge, 1981). Interpretó en 1982 el papel de Mr. Northridge en el telefilme de la CBS "A Wedding on Walton's Mountain". Otra serie en la que actuó fue la de Buddy Ebsen para la CBS Barnaby Jones, en concreto en tres ocasiones, en los episodios "Murder Once Removed" y en "Child of Love, Child of Vengeance", este último dividido en dos segmentos. También participó en Quincy M.E., show de Jack Klugman emitido por la NBC.
Entre 1982 y 1983 Eastham fue el Dr. Howell en seis de los episodios de la serie de la CBS Falcon Crest. Ese mismo año hizo una breve actuación en un capítulo del show de Robert Wagner Hart y Hart. Su última interpretación tuvo lugar en 1991, en los capítulos "Designing Women" y "The Decline and Fall of the Ewing Empire" del show de la CBS Dallas.
Eastham estuvo casado con Betty Jean desde 1942 hasta 2002, año en el que ella falleció. No tuvieron hijos. Richard Eastham falleció en 2005, a los 89 años de edad, a causa de complicaciones de una enfermedad de Alzheimer en una residencia en Pacific Palisades (Los Ángeles), California. Fue incinerado, y sus cenizas se esparcieron en el océano Pacífico.